# William Cornelius Van Horne

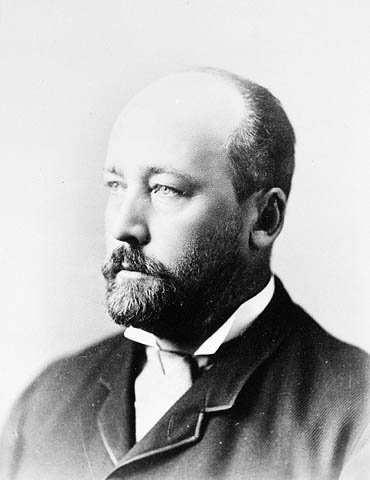
William Cornelius Van Horne

William Cornelius Van Horne (* 3. Februar 1843 bei Frankfort, Illinois; † 11. September 1915 in Montreal) war ein US-amerikanischer, später kanadischer, Eisenbahnpionier und Unternehmer.
Als Van Horne acht Jahre alt war, zog seine Familie ins nahe gelegene Joliet. Er begann 1857 für Eisenbahnunternehmen zu arbeiten, zuerst in verschiedenen Funktionen für die Michigan Central Railway, danach für die Chicago and Alton Railway, deren Generaldirektor er von 1878 bis 1879 war. 1882 wurde er zum obersten Manager der Canadian Pacific Railway (CPR) ernannt und erhielt 1884 den Posten des Vizepräsidenten. Er wurde bekannt für sein Organisationsgeschick beim Bau der transkontinentalen Eisenbahn quer durch Kanada. Von 1888 bis 1899 war er Präsident der CPR.
Der Autodidakt war bekannt für seine intellektuelle Neugier und Dynamik. Auch war er vertraut mit vielen technischen Aspekten des Eisenbahnbetriebs; dazu gehörte auch das Fahren einer Dampflokomotive. Nachdem er ein wohlhabender Mann geworden war, beteiligte er sich als Aktionär an verschiedenen Bahngesellschaften wie z. B. der Cuba Railroad Company.
Van Horne betrachtete die Eisenbahn als Teil eines komplexen Kommunikations- und Transportsystems und überzeugte die Direktoren und Aktionäre der CPR, einen Telegrafendienst sowie einen Express-Frachtlieferdienst einzurichten, die die Eisenbahn ergänzen sollten. Er war verantwortlich für die Schaffung der Frachtschiff-Abteilung der CPR und führte 1891 eine regelmäßige Verbindung zwischen Vancouver und Hongkong ein. Schließlich sorgte er noch für die Expansion der CPR in den Tourismusbereich und beteiligte sich am Entwurf von zwei Luxushotels der Gruppe Canadian Pacific Hotels, und zwar das Château Frontenac in Québec und das Château Lake Louise am Ufer des Lake Louise in Alberta.
Von 1895 bis 1915 war er Direktor der McGill University in Montreal. Van Horne war einer der ersten Kanadier, der Kunstwerke des französischen Impressionismus sammelte. Auf Minister's Island bei St. Andrews in New Brunswick ließ er einen großen Sommersitz errichten. Das Anwesen an der Bay of Fundy ist nur während der Ebbe auf der Straße erreichbar.
Nach seinem Tod überführte ein Beerdigungszug seine sterblichen Überreste nach Joliet (Illinois), wo er auf dem Oakwood-Friedhof begraben liegt.
Die kanadische Regierung, vertreten durch den für das Historic Sites and Monuments Board of Canada zuständigen Minister, ehrte Van Horne am 7. Juni 1954 für sein Werk und Wirken und erklärte ihn zu einer „Person von nationaler historischer Bedeutung“.